# Sheila Echols
Sheila Ann Echols (Memphis, 2 ottobre 1964) è un'ex velocista e lunghista statunitense.

## Biografia
All'apice della carriera vinse la medaglia d'oro nella staffetta 4×100 metri ai Giochi Olimpici di Seul 1988.

## Palmarès
| Anno | Manifestazione      | Sede         | Evento         | Risultato | Prestazione | Note |
| ---- | ------------------- | ------------ | -------------- | --------- | ----------- | ---- |
| 1987 | Giochi panamericani | Indianapolis | 4×100 m        | Oro       | 42"91       |      |
| 1988 | Giochi olimpici     | Seul         | Salto in lungo | 16ª (q)   | 6,37 m      |      |
| 1988 | Giochi olimpici     | Seul         | 4×100 m        | Oro       | 41"98       |      |
| 1993 | Mondiali            | Stoccarda    | 4×100 m        | Argento   | 41"49       |      |